# دسوردن پوبلیکو
دسوردن پوبلیکو (به اسپانیایی: Desorden Público) یک گروه موسیقی در سبک‌های سکا و موسیقی راک است که در سال ۱۹۸۵ میلادی در شهر کاراکاس، ونزوئلا بنا نهاده شد.
این گروه موسیقی محلی سکا را با سبک‌های مدرن راک لاتین، رگی و دیگر سبک‌های لاتین ادغام کرده‌اند. اشعار و ترانه‌های این گروه دربارهٔ مسائل سیاسی و اجتماعی ونزوئلا و آمریکای لاتین است. تحت تأثیر جنبش موسیقی انگلیسی‌زبان 2 Tone ، دسوردن پوبلیکو زبان‌های مختلفی را در بر می‌گیرد و تساهل نژادی و اجتماعی را ترویج می‌کند. این گروه آثار بسیاری به نام خود منتشر کرده‌است و سابقهٔ گرفتن فروش پلاتینیوم شماره یک و تاپ تن آمریکای شمالی و اروپا را نیز دارد.
اعضای کنونی این گروه هوراسیو بلانکو، خوزه لوئیس «کاپلیس» چاسین، دانیل سارمینتو، اوسکارلو، ماگو و هرنان نام دارند.

## دیسکوگرافی
| نام آلبوم                          | سال انتشار | توضیحات دیگر                                                             |
| ---------------------------------- | ---------- | ------------------------------------------------------------------------ |
| Desorden Público                   | ۱۹۸۸       | سی‌بی‌اس در ۱۹۸۸ صفحه گرامافون بود و ویرایش لوح فشرده آن در ۱۹۹۳ منتشر شد. |
| En Descomposición                  | ۱۹۹۰       | سی‌بی‌اس                                                                   |
| Canto Popular de la vida y muerte  | ۱۹۹۴       |                                                                          |
| Plomo Revienta                     | ۱۹۹۷       |                                                                          |
| ¿Donde está el Futuro?             | ۱۹۹۸       |                                                                          |
| Diablo                             | ۲۰۰۰       |                                                                          |
| Todos sus éxitos                   | ۲۰۰۱       | تحت انتشار Sony BMG Music Entertainment پخش شد.                          |
| The Ska Album                      | ۲۰۰۴       | در ایالات متحده آمریکا                                                   |
| DP18 En Concierto                  | ۲۰۰۴       |                                                                          |
| Estrellas del Caos                 | ۲۰۰۶       |                                                                          |
| Sex                                | ۲۰۰۶       |                                                                          |
| Los Contrarios                     | ۲۰۱۱       |                                                                          |
| Orgánico - Rarezas Acústicas Vol.1 | ۲۰۱۳       |                                                                          |
| En Vivo - Teatro Teresa Carreño    | ۲۰۱۳       |                                                                          |
| Guarachando en Navidad             | ۲۰۱۴       |                                                                          |
| Bailando sobre las ruinas          | ۲۰۱۶       |                                                                          |
| Pa' Fuera                          | ۲۰۱۶       |                                                                          |